# Gadella
Gadella is een geslacht van straalvinnige vissen uit de familie van de diepzeekabeljauwen (Moridae). Het geslacht is voor het eerst wetenschappelijk beschreven in 1843 door Lowe.

## Soorten
- Gadella brocca Paulin & Roberts, 1997.
- Gadella dancoheni Sazonov & Shcherbachev, 2000.
- Gadella edelmanni (Brauer, 1906).
- Gadella filifer (Garman, 1899).
- Gadella imberbis (Vaillant, 1888).
- Gadella jordani (Böhlke & Mead, 1951).
- Gadella macrura Sazonov & Shcherbachev, 2000.
- Gadella maraldi (Risso, 1810).Gadella maraldi

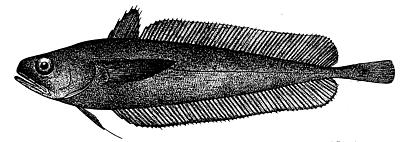
Gadella maraldi

- Gadella molokaiensis Paulin, 1989.
- Gadella norops Paulin, 1987.
- Gadella obscurus (Parin, 1984).
- Gadella svetovidovi Trunov, 1992.
- Gadella thysthlon Long & McCosker, 1998.